# Pálfy Péter Pál
Pálfy Péter Pál (Debrecen, 1955. augusztus 23. –) Széchenyi-díjas magyar matematikus, egyetemi tanár, a Magyar Tudományos Akadémia rendes tagja. Kutatási területe a csoportelmélet és az univerzális algebra. 1991 és 1997 között az MTA Matematikai Kutatóintézet tudományos igazgatóhelyettese, 2006-tól az intézet igazgatója. 2005-ben rövid ideig az Eötvös Loránd Tudományegyetem Matematikai Intézetet vezette. 2018-tól a Bolyai János Matematikai Társulat elnöke.

## Életpályája
Szülővárosában élt hétéves koráig. 1973-ban érettségizett a Fazekas Mihály Fővárosi Gyakorló Általános Iskola és Gimnáziumban, majd felvették az Eötvös Loránd Tudományegyetem Természettudományi Kar matematikus szakára. Itt szerzett matematikusdiplomát 1978-ban. Két évvel később védte meg egyetemi doktori disszertációját. 
Diplomájának megszerzése után az MTA Matematikai Kutatóintézet (ma: MTA Rényi Alfréd Matematikai Kutatóintézet), valamint az ELTE algebra és számelmélet tanszéke munkatársa lett. A kutatóintézetnek előbb tudományos munkatársa, később főmunkatársa, majd tudományos tanácsadója lett. 1991-ben a kutatóintézet tudományos igazgatóhelyettesévé nevezték ki, tisztségét 1997-ig töltötte be.
1999-ben távozott a kutatóintézettől. Hét évvel később tért vissza, ekkor nevezték ki az intézet igazgatójává. Kutatóintézeti állása mellett 1978 és 1990 között az ELTE algebra és számelmélet tanszékének óraadója volt, majd 1990-ben kapta meg egyetemi docensi kinevezését. 1997-ben lett egyetemi tanár. 2000-ig mellékfoglalkozásúként dolgozott. 2005-ben rövid ideig a tanszék és a Matematikai Intézet vezetője.
2006-tól részfoglalkozású egyetemi tanár. Magyarországi munkáin kívül 1983-ban a Vanderbilt Egyetem, 1986-ban a Hawaii Egyetem, valamint 1991–1992-ben a Darmstadti Műszaki Főiskola vendégprofesszora volt. 1998 és 2001 között Széchenyi professzori ösztöndíjjal kutatott.
1983-ban védte meg a matematikai tudomány kandidátusi, 1997-ben akadémiai doktori értekezését. Az MTA Matematikai Bizottságának lett tagja, majd 2005-ben elnöke. 1994 és 2000 között a Magyar Tudományos Akadémia közgyűlésének volt doktori képviselője, majd 2004-ben megválasztották az akadémia levelező, 2010-ben pedig rendes tagjává. 
Akadémiai tisztségei mellett 1997 és 2000 között, valamint 2007-től a Magyar Akkreditációs Bizottság, illetve szintén 2007-től a Bolyai János kutatási ösztöndíj bizottságának tagja. 2007-től a Studia Scientarum Mathematica című tudományos folyóirat főszerkesztője, előtte 1993 és 1999 között, valamint 2006-ban szerkesztőbizottsági tagja volt.

## Munkássága
Fő kutatási területe az algebrán belül a véges csoportok elmélete és az univerzális algebra. Jelentős eredménye annak bebizonyítása, hogy minden n-edfokú, primitív, feloldható permutációcsoport rendje {\displaystyle O(n^{3,24399\dots })}.
Több mint hatvan tudományos publikáció szerzője vagy társszerzője. Ebből több algebrai tárgyú könyvfejezet és konferenciacikk. Munkáit elsősorban angol és magyar nyelven publikálja.

## Díjai, elismerései
- Grünwald Géza-díj (1982)
- Akadémiai Ifjúsági Díj (1985)
- MTA Matematikai Díj (1993)
- Szele Tibor-emlékérem (1999)
- Bolyai Farkas-díj (1999)
- Rényi Alfréd-díj (2000)
- Ipolyi Arnold tudományfejlesztési díj (OTKA, 2004)
- A Magyar Érdemrend tisztikeresztje (2012)
- Széchenyi-díj (2020)

## Főbb publikációi
- Congruence lattices of finite algebras and intervals in subgroup lattices of finite groups (társszerző, 1980)
- On the orders of primitive groups with restricted nonabelian composition factors (társszerzőkkel, 1982)
- A polynomial bound for the orders of primitive solvable groups (1982)
- Unary polynomials in algebras I. (1984)
- Isomorphism problem for relational structures with a cyclic automorphism (1987)
- Modular subalgebra lattices (társszerző, 1990)
- Short presentations for finite groups (társszerzőkkel, 1997)
- Black-box recognition of finite simple groups of Lie type by statistics of element orders (társszerzőkkel, 2002)
- Részcsoporthálók (székfoglaló, 2004)
- Finite modular congruence lattices (társszerző, 2005)
- On the number of p-regular elements in simple groups (társszerzőkkel, 2009)